# Planá (Hromnice)
Planá je vesnice, část obce Hromnice ve východní části okresu Plzeň-sever v Plzeňském kraji. Leží osmnáct kilometrů severovýchodně od Plzně. Rozloha katastrálního území Planá u Nynic je 225,04 ha.

## Historie
První písemná zmínka o vesnici pochází z roku 1115.

## Přírodní poměry
Planá sousedí na severu s Kaceřovem, na jihovýchodě na druhém břehu Berounky se vsí Vranovice, na jihu s Nynicemi a na západě s Chotinou. Ves leží na okraji přírodního parku Horní Berounka.

## Obyvatelstvo
| Rok            | 1869 | 1880 | 1890 | 1900 | 1910 | 1921 | 1930 | 1950 | 1961 | 1970 | 1980 | 1991 | 2001 | 2011 | 2021 |
| -------------- | ---- | ---- | ---- | ---- | ---- | ---- | ---- | ---- | ---- | ---- | ---- | ---- | ---- | ---- | ---- |
| Počet obyvatel | 136  | 202  | 221  | 210  | 191  | 204  | 213  | 141  | 132  | 98   | 66   | 40   | 39   | 93   | 93   |
| Počet domů     | 19   | 24   | 25   | 28   | 29   | 30   | 36   | 44   | 44   | 31   | 28   | 29   | 32   | 38   | 39   |

## Obecní správa
Při sčítání lidu v letech 1869–1950 Planá byla samostatnou obcí, se kterým patřila nejprve do okresu Plzeň, ale v roce 1950 v okrese Plzeň-okolí. V letech 1961–1985 byla částí obce Nynice v okrese Plzeň-sever. Od 1. ledna 1986 je částí obce Hromnice v okrese Plzeň-sever.

## Pamětihodnosti
V vsi se nachází historická fara a kostel. Původně gotický kostel Nanebevzetí Panny Marie byl v letech 1752–1753 přestavěn v barokním stylu a rozšířen o západní přístavbu. V presbytáři se nacházejí gotické nástěnné malby z konce 14. století (postavy apoštolů a christologický cyklus.) Původní vybavení kostela pochází z roku 1700, ale v roce 1949 byl inventář poničen požárem. Poté byl v letech 1953–1955 opraven. Varhany mají klasickou barokní disposici. Kostel je již delší dobu ve špatném stavu, proto byla v srpnu 2005 zahájena sbírka na jeho opravu. V roce 2013 střechu kostela poškodil pád 300 let staré lípy. Střecha byla po nehodě částečně opravena.
Na protějším břehu Berounky se na ostrožně (ovšem již v katastrálním území Olešná u Radnic) nachází pozůstatky hradiště Radná, které bylo osídleno v době bronzové, době halštatské a v raném středověku.